# Varsinaissuomalainen osakunta
Varsinaissuomalainen osakunta, (VSO) är en finskspråkig studentnation vid Helsingfors universitet grundad 1906.

## Vännationer
- Korporatsioon Rotalia, Tartu
- Korporatsioon Rotalia, Toronto
- Östgöta nation, Uppsala
- Östgöta nation, Lund

## Inspektorer
- E. N. Setälä 1906-1917
- Aimo Kaarle Cajander 1917-1918
- E. N. Setälä 1918-1929
- Aarne Michael Tallgren 1925-1928 t.f.
- Arthur Hjelt 1929-1931
- Matti Sauramo 1940-1950
- Martti Haavio 1951-1956
- Elina Haavio-Mannila 1972-1978
- Heimo Saarikko